# 白细胞介素-15
白细胞介素-15（缩写IL-15）是一种由人类基因 IL15 编码的蛋白质，是与白细胞介素-2（IL-2）结构类似的炎症细胞因子，其受体与IL-2受体共用三个亚基中的β亚基和γ亚基:713。